# Bridge (juego)
El bridge de contrato (en inglés Contract Bridge), más conocido simplemente como bridge (se pronuncia /brɪdʒ/), es un juego de naipes de cuatro jugadores formando parejas, que consiste en que en cada ronda una de las parejas debe ganar como mínimo un número de bazas previamente acordado en una subasta entre los jugadores. El resultado de la subasta se considera un contrato entre ambas parejas por el cual si la pareja que haya anunciado el contrato final consigue cumplirlo —consigue el mínimo de bazas acordado—, se lleva los puntos, mientras que si no consigue cumplirlo —no consigue el mínimo de bazas acordado—, los puntos se los lleva la pareja rival.
Al bridge se juega con baraja francesa de 52 cartas y se juega por parejas. Si bien las reglas del juego son relativamente sencillas de aprender, para encontrar el mejor contrato para jugar, los jugadores de bridge han desarrollado complejos sistemas de subasta que permiten a los jugadores de un mismo equipo intercambiar información, por ejemplo sobre el número de cartas por palo, y sobre su fuerza de juego. Esos sistemas de subasta son a menudo difíciles de entender para los principiantes.
El juego tal y como lo conocemos hoy en día se debe al multimillonario estadounidense Harold S. Vanderbilt, quien en 1925 lo reglamentó adaptándolo a las exigencias de unificación de criterios. Estas reglas fueron aceptadas por todos los países donde de una u otra forma se practicaba. Años después, también por iniciativa de Vanderbilt, se funda la Federación Mundial de Bridge y se celebra, de forma oficial, el primer Campeonato del Mundo.

## Historia
Los orígenes del bridge pueden rastrearse a finales del siglo XVI, en Europa, cuando terminan de fijarse el tamaño y las figuras de la baraja. Se desarrollan entonces una gran variedad de juegos, que van evolucionando en complejidad y popularidad. El Quadrille en Francia, el Vint en Rusia y el Whist en Inglaterra, entre otros, son antecedentes remotos del actual bridge. Sin embargo la primera referencia al juego tiene su fecha no a finales, sino a principios del siglo XVI, concretamente en 1526. En un documento fechado en dicho año se menciona un juego conocido como Triumphus Hispanicus, que no es otra cosa que el popular arrastrao.
Una de las menciones al juego más curiosas tiene lugar en la obra de Shakespeare Antonio y Cleopatra siendo citado el juego como trumph and ruff (triunfo y fallo). A mediados del siglo XVII el trumph and ruff empieza a ser practicado por las clases nobles y modifica su nombre, pasando a denominarse Whist. Con este nombre se divulga por todo el mundo. Por ello, si bien el origen remoto del bridge es probablemente español, su divulgación y ordenación son típicamente inglesas. Así durante el siglo XVIII el Whist abandona las islas británicas y se dice que fue admitido en la corte de Luis XIV y jugado por Napoleón y sus dos esposas. Asimismo, es introducido en el continente americano de la mano de ilustres potentados de Boston y Filadelfia. En el siglo XIX empiezan a proliferar los clubes, tanto en Gran Bretaña como en otros países. Es en esta época cuando empiezan a conocerse y a denominarse determinadas jugadas o golpes cuyo nombre ha permanecido hasta nuestros días.
En 1894 se funda en Londres el Portland Whist Club, que ha permanecido hasta nuestros días como el paradigma del bridge mundial. El anterior precedente del bridge actual es el Dummy Whist, donde aparece la figura del muerto, probablemente de forma casual al faltar a la cita un jugador.
El nombre de bridge, sin embargo, es debido al coronel Studd, quien habla de un juego muy parecido al whist que se practica en Constantinopla y que se denomina biritch. Aunque la famosa carta del coronel data de 1873, la primera mención expresa al bridge como juego independiente y con esta denominación fue hecha en El Cairo en 1886. En consecuencia, el origen más o menos romántico sobre el nombre del juego —se dijo que el juego era un puente a la amistad— queda en entredicho.
El bridge actual, cuyo auténtico nombre es el bridge de contrato (Contract Bridge), debe su paternidad no a un inglés, sino al multimillonario norteamericano Harold S. Vanderbilt, a la sazón considerado el hombre más rico del planeta, quien en 1925, se dice que en el transcurso de un crucero frente a las costas panameñas, reglamentó el juego adaptándolo a las exigencias de unificación de criterios. Estas reglas fueron aceptadas por todos los países donde de una u otra forma se practicaba. Años después, también por iniciativa de Vanderbilt, se funda la Federación Mundial de Bridge y se celebra, de forma oficial, el primer Campeonato del Mundo.

### El Bridge Olímpico
En el Comité Olímpico Internacional (COI) reconoce a la World Bridge Federation (WBF), como Federación Olímpica otorgando al bridge el mismo estatus deportivo que actualmente poseen deportes como el golf, squash, karate, ajedrez, deportes subacuáticos, polo, rugby, etc. Es decir, modalidades que se consideran deportes a todos los efectos aunque no participan en los Juegos Olímpicos.
El bridge forma parte del Congreso Olímpico y el logotipo y la bandera de la World Bridge Federation están incluidos en las publicaciones y en las exhibiciones del COI. El Bridge tiene el reconocimiento de todas las organizaciones deportivas que están relacionadas con el Movimiento Olímpico. Así el bridge es miembro de la Asociación del COI de Federaciones Deportivas Internacionales Reconocidas (ARISF). También lo es de la Asociación General de Federaciones Deportivas Internacionales (GAISF).

## Juego

### Reglas básicas
El bridge es un juego de cuatro jugadores formando dos parejas. Cada jugador se sienta en la silla opuesta a la de su compañero, identificándose a los jugadores según los puntos cardinales: Norte y Sur, una de las parejas y Este y Oeste, la otra. El orden de reparto, de la subasta y del juego es siempre en el sentido de las agujas del reloj.
Se juega con un mazo normal de baraja francesa con 52 cartas y es costumbre tener dos mazos a mano: mientras alguien da con uno, su compañero mezcla el otro y lo deja preparado para la mano siguiente. En cada mano, uno de los jugadores reparte todas las cartas, trece a cada uno, de una en una, comenzando con el jugador a la izquierda del dador. El juego tiene dos partes principales: el remate (también llamado subasta) y el carteo (donde se juegan las cartas). El remate es la primera parte de una partida, que se realiza después de repartir todas las cartas. Sin embargo se debe aprender primero el carteo, porque dará un mejor sentido al significado del remate.

### Elcarteo(o fase de juego)
El carteo es la fase en la que se juegan las cartas y se desarrolla después del remate o subasta. Sin embargo, es la fase en que primero se deben aprender las reglas, ya que durante el carteo la pareja que ha ganado el remate debe cumplir el contrato, es decir, ganar el número de bazas al que se haya comprometido.
En el carteo todos los palos son iguales, a menos que un palo haya sido designado como triunfo. En ese caso, ese palo gana a todos los demás. Los palos se designan a veces con sus símbolos o con sus iniciales: picas (P, ♠), corazones (C, ♥), diamantes (D, ♦) y tréboles (T, ♣). Los nombres en idioma inglés son: spades (S), hearts (H), diamonds (D), y clubs (C). Las cartas tienen jerarquías, desde el As (la más alta) hasta el dos (la más baja), con el siguiente orden: A (as), K (rey), Q (dama, reina), J (jack, valet, jota), 10, 9, 8, 7, 6, 5, 4, 3, 2.
El objetivo en el carteo del bridge es ganar bazas. Una baza consiste en las cuatro cartas, una de cada jugador en su turno, jugadas en la mesa en una tirada. Por lo tanto,  hay trece bazas en cada mano. En la primera jugada de cada baza, el jugador puede jugar cualquier carta de su mano. Después de la salida los siguientes tres jugadores deben seguir el palo (jugar el mismo palo de la salida), si es posible. Si un jugador no puede seguir el palo, puede jugar cualquier otra carta de su mano. Excepto por la obligación de seguir el palo, el carteo es de libre elección. En algunos juegos, como el tute, es obligación intentar ganar la baza; en bridge no es así, pudiendo jugarse cualquier carta, incluso de inferior valor, con la única obligación de seguir el palo si es posible. Si no es posible seguir al palo de salida, tampoco hay obligación de jugar al palo triunfo. En cada baza gana la carta más alta del palo de salida, salvo si la baza contiene cartas del palo triunfo, ganando en ese caso la carta más alta del palo triunfo. El jugador que ganó la baza tiene la salida para la baza siguiente, hasta completar las trece bazas.

### Elremate(o subasta)
La fase del remate, también conocida como subasta, comienza en cada ronda una vez que se han repartido todas las cartas entre todos los jugadores. Cada ronda es dada por un jugador. El jugador dador es la primera voz, continuando el resto cada uno en su turno. Cada jugador puede pasar o puede declarar cuantas bazas cree que puede conseguir ganar sobre el mínimo obligatorio —el mínimo de bazas a ganar es de 6, siendo necesario declarar al menos 1 más para ganar la partida—, y que palo quiere como triunfo, pudiendo elegir sin triunfos. Si hay una declaración anterior de otro jugador, se debe realizar una declaración que mejore a la anterior para que sea válida, lo que sucede cuando se indica el mismo número de bazas con triunfos de rango superior, o cuando se indica un número mayor de bazas con cualquier triunfo. El rango de los triunfos de mayor a menor es sin triunfos (ST), picas ♠, corazones ♥, diamantes ♦ y tréboles ♣.
Por ejemplo, si un jugador declara 1 corazones (1 baza más sobre el mínimo de 6, con corazones como triunfos), el siguiente jugador puede pasar, o declarar el mismo número de bazas con un triunfo superior (picas o sin triunfos, pero no tréboles o diamantes), o declarar un número de bazas superior con cualquier palo como triunfo. La declaración máxima que puede realizar un jugador sería 7 sin triunfos, es decir, ganar las 13 bazas (el mínimo de 6 más las 7 bazas declaradas) sin ningún palo como triunfo. El número de posibles declaraciones es de 35.
En la subasta, los bandos compiten para determinar quien propone el contrato de mayor altura, y la pareja que gana la subasta debe cumplir con el contrato, es decir, ganar el número de bazas contratadas para obtener puntos. Cuando tras una declaración de un jugador el resto de jugadores pase, la última declaración válida pasa a ser el contrato. Si el bando que ganó la subasta (los declarantes) cumple el contrato, gana puntos. Por el contrario, si ganan menos de la cantidad de las bazas prometidas, los puntos son para los adversarios (los defensores). Si los cuatro jugadores pasan en el primer turno sin que haya una declaración inicial por ninguno de los jugadores, se juntan todas las cartas y el mismo jugador que ha dado antes reparte las cartas de nuevo para jugar la misma mano.
Durante la subasta no está permitido que los jugadores comenten las cartas que tienen. Sin embargo, para encontrar el mejor contrato los jugadores han desarrollado sistemas de subasta que permiten a los jugadores de un mismo equipo intercambiar información, por ejemplo sobre el número de cartas por palo, y sobre su fuerza de juego. Desgraciadamente, esos sistemas de subasta son a menudo difíciles de entender para los principiantes.

### El declarante y el muerto
Una vez finalizado el remate, y como consecuencia de él, la pareja que ha ganado la subasta será quien «juegue» la mano; esto es, ese bando estará comprometido a cumplir el contrato y ganar las bazas declaradas. La otra pareja, los defensores, tratarán de evitarlo.
El jugador que, para su bando, primero nombró el palo (o sin triunfo) del contrato será el declarante. Por ejemplo, si un jugador declara 1 sin triunfos y posteriormente el otro miembro de la pareja declara 3 sin triunfos resultando ser esta declaración el contrato a cumplir, el declarante será el primer miembro de la pareja en haber nombrado sin triunfos. El compañero del declarante es el muerto. Los dos restantes jugadores serán los defensores.
El jugador a la izquierda del declarante es quien hace la primera salida. Una vez jugada la primera salida, las cartas del muerto se colocan entonces sobre la mesa, caras arriba, ordenadas por palos, para que todos los jugadores las vean. El muerto no participará del carteo durante esa mano, siendo el declarante quien debe jugar las cartas de su mano y del muerto, en ambos casos cuando sea el turno correspondiente.
El jugador que es muerto puede advertir al otro jugador que es posible que esté infringiendo alguna de las reglas. Por ejemplo, si la salida fue trébol y el declarante juega picas, el muerto puede preguntar «¿no tienes tréboles?» para evitar un renuncio (no seguir el palo cuando tiene cartas con qué hacerlo).

## Modalidades
Al bridge se puede jugar en diferentes modalidades:

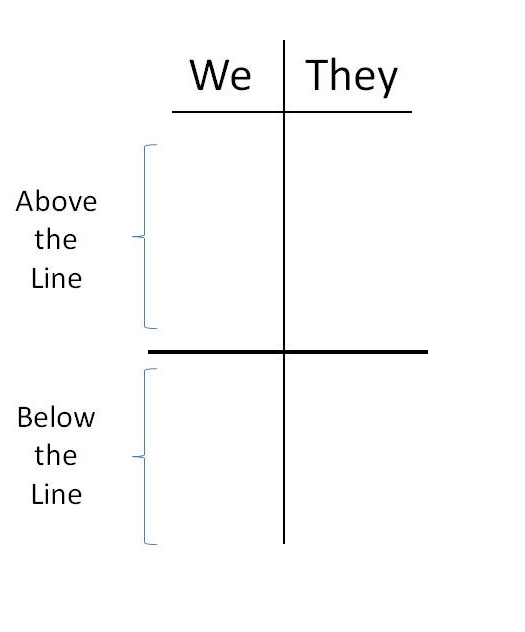
Anotador usado en rubber bridge. Las bazas declaradas por mangas y parciales se anotan bajo la línea. Meta: Completar al menos 100, 2 veces (ya sea continuas, o alternadas).
Multas adversarias, bazas de excesos, premios por mangas, slams y honores se anotan arriba de nuestra línea.

- partida libre o de rubber, en la que juegan una pareja contra otra. Los jugadores van rotando entre sí. El objetivo básico es hacer 2 mangas.
- por equipos, en la que juegan 2 equipos de 4 jugadores, uno contra otro. Los puntos de cada tablilla se convierten según una Tabla de IMPs (International Match Points). El objetivo es ganar el máximo número de IMPs. A su vez, en los torneos de importancia, estos IMPs son convertidos según una tabla de VP (Puntos Victoria (sic)) que limitan el máximo de ganancia a 20 VP por partido, evitando así que un solo partido pueda dirimir el resultado de un evento. Actualmente, el número de tablillas por partido va desde 8 a 16 por ronda. Hay una tabla de conversión diferente según el número de manos del partido en cuestión.

En esta modalidad los equipos pueden estar conformados por 4, 5 o 6 jugadores. Cuando se juega en múltiples fechas a lo largo de varias semanas, a veces se especifican condiciones que permiten múltiples jugadores en cada equipo, pero lo normal es que lo conformen 2 o 3 parejas estables y no haya rotación.
- Bridge duplicado: es la modalidad más habitual en los clubes de bridge, en las que un número indeterminado de parejas se enfrentan entre sí. Según el tipo de movimiento (Howell o Mitchell son los más habituales), las parejas compiten contra todas las demás, o, más habitualmente, contra todas las de su mismo viento. Es así que el Mitchell produce un ganador en la línea Norte-Sur y otro en la línea Este-Oeste. Las parejas Norte-Sur quedan fijas en sus asientos, mientras que las Este-Oeste van subiendo de mesa cada ronda de tablillas, habitualmente entre 2 y 3 tablillas por mesa. En cambio, en el Howell las parejas se sientan ocasionalmente en Norte-Sur y otras veces en Este-Oeste, según un patrón preestablecido, produciendo un solo ganador. Las parejas son fijas entre sí. También existen movimientos individuales, en donde las parejas se deshacen en cada ronda.
- partida Chicago en la que juega una pareja contra otra, 4 manos, independientes, una de otra, con las condiciones definidas en las primeras 4 tablillas de los torneos duplicado o de equipos (Nadie vulnerable;Dador vulnerable;Adversario vulnerable;Todos vulnerables). Los jugadores rotan entre sí, de modo que jueguen todos contra todos.
- partida BAM (Board-a-match) es una competencia por equipos, en que la puntuación es de +1 por mano ganada, 0 por empate y -1 por mano perdida, no interesando por cuanto ha sido la diferencia en cada mano. Las parejas son fijas. De poca frecuencia, se usa mayormente en Estados Unidos.
- Butler es una competencia de parejas que se lleva a cabo en dos modalidades; una contra el par de la mano, un puntaje teórico óptimo al que deberían tender las parejas. Se determina la diferencia contra este y se convierte a IMPs, como si se estuviese jugando en equipos y el adversario hace siempre el par. La otra es contra el promedio ponderado de la sala, es decir, eliminando 2 anotes en ambos extremos de los resultados de cada mano. En los torneos de equipos de gran participación y que se llevan computacionalmente, se acostumbra a llevar este cómputo paralelamente, para evaluar el rendimiento de cada pareja.

En el bridge duplicado las cartas solo se reparten al principio, antes de jugar la primera mano, si es que ya no vienen pre-dadas. Luego se guardan en una tablilla o estuche preparado al efecto con cuatro compartimentos, uno para las cartas de cada jugador, y, cuando se genera en la mesa, se apuntan en una hoja "circulante" de resultados que va dentro del estuche o tablilla, para poder verificar cuando se altera la tablilla por error o caída de una o varias cartas desde la misma.
Luego, esas mismas cartas serán jugadas por otros jugadores en otras mesas numeradas del 1 al n, en que n corresponde a la última mesa con jugadores, en función de los asistentes a la partida. Cuando la concurrencia es muy alta, la sala se divide en secciones y los números se repetirán según cuantas secciones haya (se usan colores o letras para diferenciar cada sección una de otra). Esto exige que el director (General) de Torneos integre todas las secciones al término del evento previo al inicio del cálculo de posiciones. Ello permitirá comparar los resultados y asignar los puntos a las diferentes parejas en función del resultado que hayan obtenido con respecto al total de competidores, no solo de la propia sección.
Una sesión de duplicado consiste habitualmente entre 26 y 28 tablillas a jugar, lo que puede variar cuando hay media mesa, provocando el efecto que algunos juegan más manos que otros. Las tablillas en circulación dependerán del número de mesas de cada serie, normalmente entre 26 y 36, por lo que tampoco juegan todos todas (ni las mismas) tablillas.
Para ello (en el movimiento tradicional o Mitchell) es preceptivo:
- Mantener una posición de las parejas en la mesa. Es decir se ha convenido las posiciones Norte/ Sur, una pareja y Este/Oeste, la otra.
- Cuando se acaba de jugar en una mesa, las parejas N/S permanecen siempre fijas en la misma mesa, y las parejas E/O se cambian de mesa subiendo a la del número siguiente. De la 1 a la 2, luego de la 2 a la 3... y así sucesivamente.(si hay un número par de mesas el director debe hacer saltar una mesa a las parejas Este-Oeste antes de la mitad del torneo, para evitar que se repitan las tablillas). 
Sin embargo las tablillas o estuches con las cartas jugadas, cambian también de mesa bajando al número anterior. De la 9 a la 8, después de la 8 a la 7... y así sucesivamente de manera que los jugadores que han jugado una tablilla no la vuelven a jugar más, quedando anotada la puntuación en la hoja circulante que acompaña la tablilla con las cartas.

## Reparto
En cada reparto, un jugador, el dador, distribuye las cartas y hace la primera voz para comenzar la subasta. El dador cambia en cada reparto, usualmente de acuerdo al sentido horario alrededor de la mesa.
En una partida de «rubber bridge» (u otros tipos de bridge no duplicados), las cartas son barajadas antes de cada reparto, y el dador distribuye todas las cartas en sentido horario una por una, empezando con el oponente de la izquierda y terminando consigo mismo, el dador, de manera que cada jugador recibe una mano de trece cartas. Al mismo tiempo, por conveniencia, el compañero del dador baraja un segundo mazo, listo para usarse en el siguiente reparto. Cada reparto en la partida rubber debe ser hecho al azar y no estar relacionado con otras manos jugadas, y en gran parte el puntaje dependerá tanto de las cartas recibidas como de la habilidad para jugarlas.
En el bridge duplicado las manos son barajadas solo una vez, al comienzo de la sesión, y repartidas en cuatro manos de 13 cartas. A diferencia del bridge rubber, sin embargo, cada reparto de cartas es mantenido para toda la sesión del torneo y no son nuevamente barajadas. De esta manera, cada vez que se juega, los resultados para los diferentes jugadores serán comparables y la suerte de obtener mejores cartas es (casi) completamente irrelevante. Las cartas en el bridge duplicado son pasadas de mesa a mesa en tablillas de bridge, contenedores de plástico o metal que señalan claramente las manos e identifican los puntos cardinales a las que pertenecen. La tablilla también suele contener o acompañar un papelito doblado dentro de un sobre, para anotar los puntajes obtenidos después que un reparto es jugado; el director calcula el puntaje desde este papel, llamado viajante o viajero, al final de la sesión del torneo. Hoy día es común que los cómputos se realicen en un computador, para lo cual los resultados parciales se van ingresando durante el torneo al mismo, ya sea mediante una boleta adicional que se entrega al digitador.
En 2011 se está implementando un registro electrónico de los resultados donde, en vez de, o además de, los jugadores registran sus datos, el contrato y resultados en una miniconsola electrónica disponible en cada mesa de juego. Una vez que el adversario da su aprobación, este es transmitido instantáneamente vía circuito cerrado inalámbrico al computador central, el que puede desplegar la posición instantánea de todas las parejas en competencia. En 1990 el director se llevaba los formularios a la casa para hacer los cómputos y entregar los resultados al día siguiente. Hoy, con este adminículo, los resultados se entregan al instante que termina de jugar la última mesa de la última ronda.
Además, de esta forma se puede llevar un cuadro de resultados (barómetro) que permite saber instantáneamente como va cada pareja (o equipo), aunque este no sea develado a los participantes hasta el término de la ronda. Además, los jugadores puede verificar que es lo que han jugado previamente las otras mesas en la tablilla predeterminada y el computador hace un cálculo desplegable en la consola del porcentaje obtenido hasta el momento por cada pareja en la mano dada. 

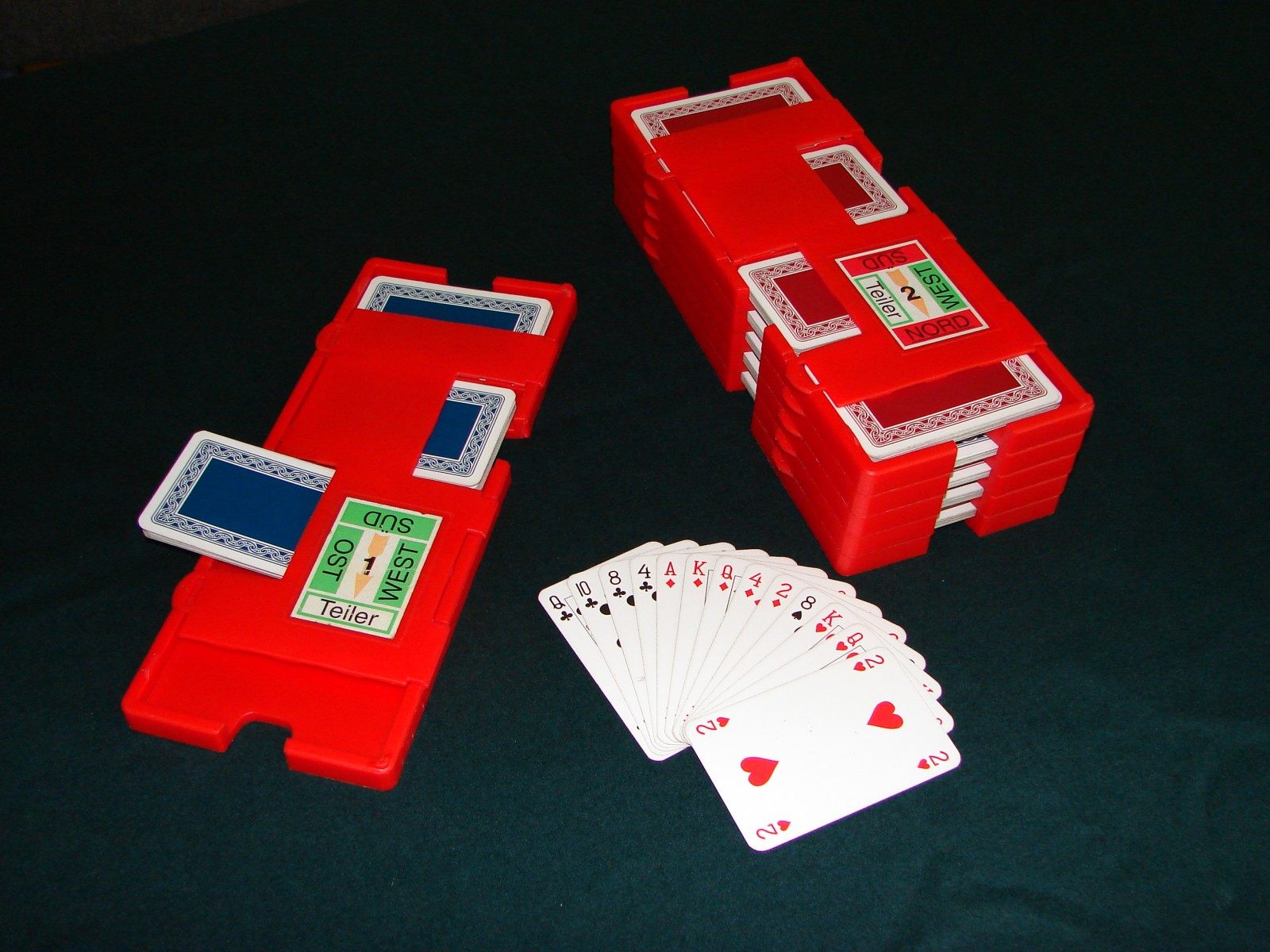
Tablillas de torneo.

En algunas competencias, las tablillas están pre-repartidas antes de la competencia, especialmente si las mismas manos van a ser jugadas en muchos lugares (por ejemplo, en un torneo nacional o internacional). También existen máquinas especiales para pre-repartir, que funcionan a base de naipes que además de la impresión normal tradicional, tienen especificada la denominación mediante un código de barras, inteligible por la máquina lectora-repartidora, la que, mediante un software adecuado, genera la cantidad de veces que se desee la misma mano, entregando en bolsillos de salida o las mismas tablillas especialmente producidas para tal efecto, las 13 cartas que corresponderán a cada viento. 
Al momento en que los jugadores reciben sus cartas, deben contarlas para asegurarse de que haya 13 cartas en cada mano. Es nula una mano que inicialmente se haya jugado con una distribución irregular de cartas, por ejemplo 12 y 14 entre dos jugadores. Entonces la subasta comienza.
A diferencia del rubber bridge y la mayoría de otros juegos de ganar bazas, en el bridge duplicado los jugadores no colocan sus cartas al centro de la mesa; en cambio, las cartas jugadas se dejan enfrente de cada jugador y vueltas boca abajo después que cada baza ha sido completada. La dirección paralela o perpendicular señala qué bando ganó cada baza. Esto permite a los jugadores devolver su mano intacta a la tablilla de bridge después que el juego termina, de modo que las siguientes mesas puedan jugar el mismo reparto inalterado. Esto también permite revisar el juego en caso de irregularidad () o disputa (número de bazas ganadas), ya que muestra claramente quién jugó qué cartas y en qué orden.

## Valoración de las manos
Para efectos de simplificar la evaluación de la mano, se ha establecido un estándar, a saber:
PUNTOS HONORES(A, K ,Q ,J , 10) (cuenta Milton-Work).
- A = 4 puntos
- K = 3 puntos
- Q = 2 puntos
- J = 1 punto
- 10= 0 puntos

- Tener los 4 ases = 1 punto adicional
- Manos sin ases = 1 punto negativo
- Honores no protegidos, restar 1 punto. Un K solo vale 2 puntos, una Q sola vale 1 punto. QJ solos valen 2 puntos.

Hay que dejar aclarado, eso si, que esta puntuación es una simplificación que permite hacer sumas fáciles. En realidad, los ases tienen un valor aproximado a 4,25; las Q valen menos de 2 puntos y los J alrededor de 0,5.
Otra observación importante es que los puntos sirven razonablemente bien para evaluar manos balanceadas. En la medida que se van haciendo más distribucionales esta valorización pierde consistencia por el hecho que se producen serias duplicaciones de valor, a veces difíciles de detectar. Por ejemplo, una mano tiene un AK en el palo corto, y la otra está fallo al mismo palo. Es una duplicación que, aunque se detecte, producirá un efecto negativo en el valor conjunto de las 2 manos y en su capacidad de ganar bazas. En cambio, en las manos balanceadas se produce habitualmente una compensación entre los puntos subvaluados y los sobrevaluados, teniéndose un valor total muy aproximado al potencial real del juego de ambas manos combinadas.
Puntos por distribución (en los palos laterales):
- Carteador
  - Duplo o dubletón = 1 punto
  - Semifallo o singleton = 2 puntos
  - Fallo = 3 puntos

- Muerto (cuando tiene triunfos suficientes como para fallar):
  - Duplo = 1 punto
  - Semifallo = 3 puntos
  - Fallo = 5 puntos

La diferencia de valorización de los palos cortos se debe a que los cortes o fallos hechos en la mano con el palo corto generan (habitualmente) bazas adicionales al carteador. En cambio, cuando falla o corta en el lado largo, (generalmente su propia mano) no se generan más bazas y, por el contrario, se produce un debilitamiento general de la posición de su bando.

## Rango y niveles de los contratos
Las pintas tienen la siguiente jerarquía, de mayor a menor: Sin Triunfo, Picas (Piques en algunos países), Corazones, Diamantes (Carró en Argentina y Uruguay) y Tréboles. Los niveles de remate son desde 1 hasta 7. Así el canto mínimo es 1 Trébol y el máximo es 7 Sin Triunfos. Cuando un jugador efectúa un canto dado, el siguiente puede pasar o intentar superar lo prometido (además de doblar, o redoblar si han doblado). Si la denominación es de mayor jerarquía puede hacerlo al mismo nivel, pero si es de inferior categoría, debe al menos subir un nivel para que el canto sea válido. Si efectúa un canto insuficiente deberá sustituirlo por otro en la misma denominación al nivel adecuado. Puede hacer una rectificatoria diferente, pero en tal caso el bando infractor debe asumir penalidades, como que el compañero del infractor debe pasar el resto de la subasta. 
El declarar 1 ♣ significa que se promete hacer 6+1 bazas con triunfo de Trébol. Se consideran las 6 iniciales en forma tácita en todos los cantos, pues se asume que el bando deberá hacer al menos una baza más que el adversario, es decir 7 contra 6, ya que en caso contrario el balance de la fuerza sería del adversario y quien debiera subastar esa denominación.
El lenguaje de la subasta está supeditado al sistema de subasta que utilice la pareja. Hay sistemas naturales en que los cantos representan la tenencia de largo en el palo mencionado y la intención eventual de jugar en esa denominación si hay enchufe con la mano del compañero, es decir, al menos 8 cartas en las manos combinadas {hay excepciones en donde se acepta jugar con 7 triunfos, ventaja pequeña sobre el adversario, que poseerá 6. Así, 1 ♥ promete 5 cartas en el palo y un puntaje mínimo, que según acuerdo y posición, puede ir desde los 11 puntos honores hacia arriba.
Sin embargo, existen sistemas artificiales, en que los cantos que se hacen están codificados. Por ejemplo, 1 ♣ significa tengo al menos 16 puntos, cualquier distribución. Una familia grande de sistemas utilizan esta formalidad y se generan dos sub-familias:

1. Las de los sistemas de Relay, en que el abridor va haciendo el mínimo canto posible cada vez que le toca y el respondedor va describiendo su distribución y luego ubicación de sus cartas importantes según una codificación preestablecida (en algunas ocasiones el que hace los relays es el respondedor), y 

2. La familia de los "sistemas de Precisión" que cuentan con diversas interrogativas específicas por puntaje, distribución y controles en palos específicos.

## Objetivos y valores de las bazas

### Puntos
Se trata de completar al menos 100 puntos de contrato.
Se define que las bazas ganadas en los palos menores, ♣ y ♦, valen 20 puntos cada una.
Se define que las bazas ganadas en los palos mayores, ♥ y ♠, valen 30 puntos cada una.
Se define que las bazas ganadas en Sin Triunfo valen 40 la primera y 30 las restantes.
Las bazas en exceso sobre las prometidas tienen estos mismos valores, pero no se contabilizan para los efectos de llegar a 100 puntos.

### Premios
Para ganar premios sobre estos valores:
Se define que una manga (100 o más puntos prometidos) vale 300 puntos en primera instancia no vulnerable (verde o blanco en la jerga), y 500 en segunda vulnerable (rojo en la jerga).
El objetivo primario es ganar una manga (torneos) y ganar dos mangas (consecutivas o no) en rubber bridge.
Para lograrlo en un solo juego hay que rematar por lo tanto, como mínimo 3 Sin Triunfos (40+30+30=100), 4 ♥ (30x4=120), 4 ♠ (120), 5 ♣ (20x5=100) o 5 ♦ (100). Un contrato ganado de 3 ♥ solo produciría 90 puntos y no constituye manga. Para los efectos del premio se consideran solo las bazas declaradas, aunque los 20 o 30 puntos de los excesos se acumulan para el cálculo final.
Ahora bien, si se sabe que no hay fuerza para lograr la manga en una mano dada, la pareja debe tratar de quedar al menor nivel posible para aumentar sus probabilidades de cumplimiento, ya que no hay ningún premio adicional y solo mayor riesgo. Por ejemplo,
jugar 4 ♣ (rinde 80 si se gana) tiene el mismo puntaje que jugar 2 ♣ (rinde 40, además de 20 por cada exceso), pero el riesgo de anotar caídas es claramente superior en el primer caso. Asimismo ocurre con rematar 4 ♥ o 5 ♥, situación que puede darse, por ejemplo, porque la pareja intentaba llegar a slam y en el camino adquiere el conocimiento de que el adversario podrá ganar dos bazas rápidas, deteniéndose en el borde del precipicio, pero sin necesariamente caerse.
Para ganar premios adicionales sobre el anterior:
Se define que un slam (12 bazas) vale 500 puntos en primera, no vulnerable y 750 en segunda, vulnerable
Se define que un gran slam (13 bazas) vale 1000 puntos en primera no vulnerable y 1500 en segunda  vulnerable
Es de gran atractivo cuando se dan las condiciones, rematar prometiendo cumplir 12 o 13 bazas. Sin embargo, al no cumplirse lo prometido se pierde tanto el premio adicional del slam como el de la manga, y empiezan a correr los valores de las caídas o multas, según sean las condiciones explicadas anteriormente. Los valores de ellas se detallan a continuación.

### Multas
Cuando una pareja no cumple el contrato prometido el bando contrario se adjudica los siguientes puntajes:
- No vulnerable, sin doblo adversario

50 puntos cada baza de menos a las prometidas
- No vulnerable, dobladas

100 puntos la primera caída
200 puntos la segunda y siguientes
- No vulnerables, redobladas

200 puntos la primera caída
400 puntos las siguientes
- Vulnerables, sin doblo

100 puntos cada baza
- Vulnerables, dobladas

200 puntos la primera caída
300 puntos la segunda y siguientes
- Vulnerables, redobladas

400 puntos la primera caída
600 puntos la segunda y siguientes
Todos los puntajes son acumulativos, es decir, 3 caídas dobladas vulnerables son 800 puntos de multa
Todo parcial cumplido tiene un premio de 50 puntos (torneos o modalidad Chicago, en que se juegan 4 manos solamente en cada combinación, simulando la situación de las primeras 4 tablillas en el método de torneos.

### Otros premios
Todo contrato cumplido y doblado tiene un premio adicional de 50 puntos ("por la insolencia")
Todo contrato cumplido y redoblado tiene un premio adicional de 100 puntos 
Jugando rubber bridge la manga puede completarse a través de uno o varios juegos. Por ejemplo, se puede ganar 2 ♥ primero ( 8 bazas con triunfo de ♥, anotando 60) y en un juego posterior ganar 1 Sin Triunfo (40 puntos adicionales, completando los 100). Si el adversario anota una manga después de un parcial, este parcial deja de ser válido como parcial para los efectos de completar una manga. Jugando torneos con tablillas, se hace una simulación de estas situaciones, pero cada tablilla es independiente. Las tablillas llevan colores rojos en las posiciones de la(s) pareja(s) que se presume(n) vulnerable(s), como si hubiesen ganado una manga anteriormente, aunque solo es para los efectos de calcular los premios y multas, que difieren de la condición no-vulnerables como se ha explicado.

## Subasta
La subasta determina el bando que carteará la mano y el contrato final. Solo un compañero del lado que declara, llamado declarante , juega la mano, mientras que el otro es el muerto (quien tiende sus cartas y no debe hacer nada). Además de establecer la denominación y el nivel, el contrato final puede ser doblado (por los oponentes) o redoblado (por el lado declarante después que los oponentes han doblado), lo que incrementa el puntaje de la mano jugada, tanto si se cumple o no el contrato.
Durante la subasta, cada jugador hace una voz por turno, que debe ser una de las siguientes:
- Una declaración (indicando un nivel y una denominación)
- Doblo (cuando la última voz, excepto “paso”, fue una declaración de un oponente)
- Redoblo (cuando la última voz, excepto “paso”, fue un doblo de un oponente)
- Paso (cuando no desea hacer ninguna de las voces anteriores).

La subasta comienza con el dador y continúa con cada jugador en sentido horario, habiendo primero evaluado sus manos. La subasta termina cuando tres sucesivos “pasos” son efectuados. Si los cuatro jugadores pasan en la primera ronda, la mano no es jugada (en bridge rubber el reparto no es registrado y la mano es repartida de nuevo por el dador original, mientras que en el bridge duplicado el puntaje es cero para cada pareja ya que está prohibido repartir nuevamente cuando todos han “pasado” a una mano).
Una declaración especifica un nivel y denominación, y denota una voluntad de comprometerse en el contrato a jugar. Un jugador que desea declarar debe hacerlo siempre que su declaración sea de un nivel o denominación mayor a la última declaración. De este modo, después de una declaración como 3 ♥, las declaraciones 2 ♠ o 3 ♣ no están permitidas, pero 3 ♠ o 4 ♦ sí.

|   |             | ♠       | 8 7 4     |   |            |
| ♥ | A 6 2       |         |           |   |            |
| ♦ | A 10 4      |         |           |   |            |
| ♣ | J 9 6 5     |         |           |   |            |
| ♠ | 10 6        | N O E S | N O E S   | ♠ | Q 9 5      |
| ♥ | Q 9 8 5 3   | N O E S | N O E S   | ♥ | K 4        |
| ♦ | Q J 9 8 6 2 | N O E S | N O E S   | ♦ | K 7 5      |
| ♣ | —           | N O E S | N O E S   | ♣ | Q 10 7 3 2 |
|   |             | ♠       | A K J 3 2 |   |            |
| ♥ | J 10 4      |         |           |   |            |
| ♦ | 3           |         |           |   |            |
| ♣ | A K 8 4     |         |           |   |            |

Un doblo puede ser hecho solo después que los oponentes han hecho una declaración. Puede ser en directa (inmediatamente después del canto, o en cuarta posición, es decir, después de 2 pasos) 
Esto establece, habitualmente, que el jugador confía en que los oponentes no pueden lograr la declaración de contrato que proponen y por eso desea doblar su puntaje si lo logran y la pena si no lo logran. Un redoblo se hace después de que los oponentes hayan hecho un doblo y aumenta más aún los premios o las penas. El doblo y el redoblo se mantienen vigentes solo hasta la siguiente declaración, porque si la hay, entonces se invalidan. 
Particularmente en torneos, hay convenciones especiales que se pueden acordar entre las parejas y ser utilizadas, dando su conocimiento al adversario. Es así que en tales casos el doblo y/o redoblo pueden tener un significado convencional no natural.
Una vez que la subasta termina, habiendo 3 pasos consecutivos, la última declaración (con doblos y redoblos si los hay) llega a ser el contrato final.
Es bueno hacer saber que en los juegos reales, las primeras declaraciones sirven para transmitir información con el compañero más bien que determinar el contrato final. Así, los jugadores describen a su compañero la fuerza y distribución de la mano que tiene, de modo que este pueda establecer el contrato óptimo a jugar.

## Convenciones
Convención es todo tipo de acuerdo preestablecido de uso reiterado por una pareja durante la subasta, ya sea sin interferencia adversaria, en remates competitivos o en situaciones de interferencia ya sea para bloquear, indicar salida o proponer defensas, y que pasan a formar parte integral del sistema general.
También se pueden considerar convenciones los acuerdos para actuar durante el juego de las cartas, específicamente sobre las salidas, atendiendo y descartando las mismas.
Debe mencionarse que el modificar un sistema mediante la disminución de las fronteras de puntajes de un remate o apertura, la reducción o aumento del mínimo de cartas de una apertura o respuesta, con respecto a la norma habitual, no constituye una convención sino que un tratamiento.
Como se podrá haber detectado, los sistemas de remate, ya sea natural o artificial, permiten la incorporación de acuerdos específicos para atender un requerimiento dado dentro de una apertura o cuando se está en una posición de remate defensivo
o competitivo. El número de convenciones es inmenso. Las significativas y conocidas han sido encasilladas en Europa, cuyo favoritismo es diferente al de América, por Magnus Lindkvist, con una extraordinaria colaboración de los rumanos Nicu Kantar y Dan Dimitrescu, en Bridge classic and modern conventions, 4 volúmenes, (2008 págs., 2003). En Estados Unidos, la jueza Amalya Kearse hizo lo propio con una colección más orientada a lo comúnmente usado en América, Bridge Conventions Complete. Se puede visualizar algunas de estas convenciones en https://web.archive.org/web/20120221224642/http://en.wikipedia.org/wiki/Bridge_convention
y en https://web.archive.org/web/20051231175251/http://www.bridgeguys.com/conventions.html, entre otras.
Las convenciones y tratamientos deben ser alertados a los adversarios en el momento que se realizar, por el compañero del que lo ejecuta, sin informar del significado. Los oponentes están, cada uno a su turno, autorizados para preguntar el significado, si es que lo desean.
A continuación incorporamos una lista resumida de todas las convenciones habitualmente utilizadas en torneos de bridge.
| Convención                          | Oportunidad                        | Uso                                                        | Descripción |
| ----------------------------------- | ---------------------------------- | ---------------------------------------------------------- | --- |
| Blackwood                           | Interrogativa                      | 4ST                                                        | 5♣=0-4 5♦=1 5♥=2 5♠=3 5ST=par+fallo; luego 5ST pregunta Reyes |
| Roman Blackwood                     | Interrogativa                      | 4ST                                                        | 5♣=0-3 5♦=1-4 5♥=2 5♠=2+Q 5ST=par+fallo 6x=Impar+fallo. Primer no-palo pregunta por la Q. Una nueva respuesta de 5NT pide Reyes específicos. Se da el + económico.                |
| RKCB                                | Interrogativa                      | 4ST                                                        | 5KC:K de triunfo es como otro A: 5♣=0-3(1-4) 5♦=1-4(0-3) 5♥=2 5♠=2+Q |
| RkcB 1430                           | Interrogativa                      | 4ST                                                        | 5kc: 5♣=1-4 5♦=0-3 5♥=2-Q 5♠=2+Q. 5ST=1+fallo. 6 a palo=2+fallo en el palo nombrado(rango inf al triunfo) o 6 al palo(rango superior al triunfo)                                  |
| 1430 Continuación                   | Interrogativa                      | 5ST                                                        | ¿Reyes? Sin reyes volvemos al palo de triunfo, con uno damos su palo, con 2 el palo del más económico y con 3 contestamos 6ST                                                     |
| Gerber                              | Interrogativa                      | 1ST 4♣                                                     | 4♦=0-4 4♥=1 4♠=2 4ST=3. Luego, 5♣ pregunta Reyes |
| Lebensohl                           | Sobredeclaración                   | (2M) X (Paso) 2ST                                          | 2ST=trf 3T, débil a ♣,♦; 3x=GF |
| Stayman                             | Respuesta                          | 1ST 2♣                                                     | Pregunta palo mayor cuarto. a 2♦, 2M marca 5M4oM. 1ST 2♣ 2M: 2ST=inv 5 cartas, 3M=inv 6 cartas, 3ST=COG (choice of games)                                                         |
| Lebensohl                           | En competencia                     | 1ST (2x)                                                   | 2y=NF 2ST=trf 3♣, débil; 3x=palo, GF |
| Rubensohl                           | En competencia                     | 1ST (2x)                                                   | 2NT y siguientes son transfers |
| Bergen                              | Respuesta                          | 1M 3♣/♦                                                    | 6-8, 9-11 4+ cartas de apoyo |
| Bergen, rev                         | Respuesta                          | 1M 3♣/♦                                                    | 9-11,6-8, 4+ cartas de apoyo |
| Drury                               | Respuesta                          | Paso 1M 2♣                                                 | 3+ cartas M, 9+PH. 2M, apertura normal |
| Drury, rev                          | Respuesta                          | Paso 1M 2♣                                                 | 3+cartasM 9+PH. 2M, submínima |
| ST imposible                        | Sobredeclaración                   | (1M/ST) 2ST                                                | Promete los menores. Por extensión (1M) 2ST=los 2 + bajos |
| Criss-cross                         | Respuesta                          | 1m 2/3m                                                    | 2m=GF 3m=5-9 PH, 4+cartas; salto om=limit, 10-11 PH |
| Doblo de soporte                    | En competencia                     | 1x (p) 1y (1/2z) X                                         | 3 cartas de apoyo. X debe ser bajo nivel de 2y |
| Doblo/Redoblo Rosenkranz            | En competencia                     | (1x) 1y (2x/z) X; (1x) 1y (x) XX                           | Promete un honor mayor en el palo del partner |
| Doblo consultivo                    | En competencia                     | (6x) X                                                     | en directa: X 2 bazas defensivas, Paso=0-1. Entonces, partner defiende con 0 baza y pasa con 2. X con una.                                                                        |
| Doblo Lightner                      | Direccional                        | (3ST)X                                                     | Pide salida en primer palo rematado por el muerto |
| Doblo Lightner                      | Direccional                        | (6/7x)X                                                    | Prohíbe salida de triunfo o cualquier palo declarado por la defensa |
| Doblo responsivo                    | Respuesta                          | (1m/M) X (2/3m/M) X                                        | Sobre M promete ambos m, sobre m promete ambos M |
| Doblo opcional                      | Sobredeclaración                   | (3/4x) X                                                   | Cartas |
| Doblo Snapdragon, del 4º palo       | En competencia                     | (1x) 1/2y (1/2z) X                                         | 5 cartas en 4º palo y máx 2 en y |
| Namyats                             | Apertura                           | 4♣/♦                                                       | Trf a 4♥/♠. Palo (semi)sólido. Relay pide ctrl lateral o CAB |
| Texas                               | Respuesta                          | 1ST 4♦/♥                                                   | trf a 4♥/♠ |
| 3ST Fantasía                        | Apertura                           | 3ST                                                        | Monocolor ♣/♦, 7+cartas, 0-1 control lateral |
| 2 débiles                           | Apertura                           | 2♦/♥/♠                                                     | 5-9 PH 6 cartas, sin palo 4º lateral, sin 2 ases |
| 2♣ Precision                        | Apertura                           | 2♣                                                         | 11-16 6+♣ o 5+♣+4M, NF. 2♦=Relay |
| 2♦ Precision                        | Apertura                           | 2♦                                                         | 11-15 4441/4405/4315/3415 corto a ♦. 2ST única positiva. |
| Muiderberg                          | Apertura                           | 2♥/♠/2ST                                                   | 2♥=♥+otro; 2♠=♠+m; 2ST=♣+♦ |
| Multi 2♦                            | Apertura                           | 2♦                                                         | Débil a M o 20-21 bal. A veces, tb. semifuerte a 1 menor o tricolor fuerte. ♥=PoC, 2♠=Inv a ♥, 2ST=positiva, pide aclarar                                                         |
| Fishbein                            | Sobredeclaración                   | (3x) 3x+1                                                  | Equivale a X informativo, pues el X es penal |
| Brozel                              | Sobredeclaración                   | (1ST)2x                                                    | X=fuerte, 2♣=♣+♥; 2♦=♦+♥; 2♥=♥+♠; 2♠=♠+m; 2ST=ms;3x=tricolor |
| Cappelletti, Hamilton, Pottage      | Sobredeclaración                   | (1ST) 2x                                                   | 2♣=trf 2♦(monocolor) 2♦=2M 2M=M-m 2ST=♣+♦ |
| Landy                               | Sobredeclaración                   | (1ST) 2♣                                                   | Mayores.{2♦ pide elegir}2x=Natural 2ST=trf3♣{3♦=♦ y ♥;♥=Ms, fuerte} |
| MultiLandy                          | Sobredeclaración                   | (1ST)2x                                                    | Xdébil=penal Xfuerte=4M5+m 2♣=Ms 2♦=1M 2M=M+m 2ST=ms 3x=palo |
| Astro                               | Sobredeclaración                   | (1ST) 2♣/♦                                                 | 2♣= 5+♥-4+m 2♦ = 5+♠,4+otro |
| Asptro                              | Sobredeclaración                   | (1ST)                                                      | 2♣ = ♥+ otro [2♦=R máx 2♥;2♥=3+♥]; 2♦ = ♠ + otro |
| Ripstra                             | Sobredeclaración                   | (1/3ST) 2/4 ♣/♦                                            | Similar a Landy, pide mayores con su mejor menor |
| Weiss                               | Sobredeclaración                   | (3♣)2♦;(3♠)4♣ et al                                        | Usa el X como penal. 3 menor más barato es de saque |
| Smolen                              | Respuesta                          | 1ST 2♣ 2♦ 3M                                               | promete 4M y 5oM, 9+PH, FG |
| Stolen bids                         | Respuesta                          | 1ST (2♣/♦/♥) X et al                                       | El doblo indica que era el palo que iba a rematar |
| Trial bids                          | Respuesta                          | 1M 2M 3x et al                                             | Pide complemento o muestra cuebid o palo. Invita a manga |
| Fit jumps                           | En competencia                     | 1x (2y) 4z et al                                           | Salto promete apoyo a nivel y ese palo lateral. También se usa sobredeclarando |
| Fit no-jumps                        | En competencia                     | P (P) 1x (2y) 3z et al                                     | Pasador, donde es incompatible con la fuerza ya limitada, marca apoyo a nivel y palo lateral.                                                                                     |
| Jacoby 2NT                          | Respuesta                          | 1M 2ST                                                     | Promete 12+ 4+ cartas de apoyo.{3M=6M,16+; 4M=mín; palo=SF; 3ST=buena,5332 o 5422; 4x=16+, palo}                                                                                  |
| Jacoby transfers                    | Respuesta                          | (1ST) 2♦ o 2♥                                              | Palo 5º. Nuevo palo es FG. Si es el otro mayor marca 5-5 |
| Transfers a los 4 palos             | Respuesta                          | (1ST) 2♦/♥/♠/ST                                            | Palo 5º. Si es ♠/ST es transfer a 3♣/♦ respectivamente. El abridor puede "superaceptar" declarando el palo intermedio, con un Honor mayor.                                        |
| Slawinski                           | Marca                              | Salidas                                                    | Indica cantidad de cartas chicas Alta con Xxx xXxxx HxXx HxXxxx Baja con xX xxxX xxxxxX HxX HxxxX                                                                                 |
| Par - Impar, Romanas                | Marca                              | Impar pide Par niega                                       | Alta-Baja Par Baja-Alta=Impar |
| Alta - Baja                         | Marca                              | Alta pide Baja niega                                       | Alta-Baja=Par Baja-Alta=Impar |
| Lavinthal                           | Marca                              | Preferencial                                               | Alta pide palo lateral mayor. Baja, el menor. |
| Despertador                         | Marca                              | Carta anormal                                              | Se requiere uns jugada especial del partner |
| Smith Eco                           | Marca                              | Alta Interés Baja Niega                                    | Al primer descarte indica interés por palo de salida o interés por un cambio. |
| Eco en triunfo                      | Marca                              | Alta-Baja=Impar                                            | Indica la posesión de un tercer triunfo para fallar |
| EKB, Exclusion, Voidwood            | Interrogativa                      | Palo a nivel de 4 o 5(doble salto)                         | Pregunta Ases fallo al palo nombrado. Pide excluir ese As |
| Lackwood                            | Interrogativa                      | 1.(3x) 3/4M 5M 2. 3M 5m/♥♠ 3. 1M 2y 3z 5M                  | Pide control en x o 4º palo |
| Doblo de Splinter                   | Sobredeclaración                   | (1M) P (4m) X                                              | Pide salida en ♣;si es triunfo en ♦. Paso indica desinterés |
| Autosplinter                        | Respuesta                          | 1x 1/2y 4z et al                                           | Marca fallo o SF en z y apoyo 4+ a y, interés en slam |
| Splinter                            | Respuesta                          | 1M 4m et al                                                | Marca fallo o SF y apoyo 4+, interés en slam |
| DEPO                                | Interrogativa                      | 4ST (5x)                                                   | Pide Ases o KC: X=Par Paso=Impar Interferencia encima palo de triunfo |
| DOPI                                | Interrogativa                      | 4ST (5x)                                                   | Pide Ases o KC: X=0 Paso=1, 5x+1=2, etc. |
| DIPO                                | Interrogativa                      | 4ST (5x)                                                   | Pide Ases o KC: X=1 Paso=0, 5x+1=2, etc. |
| ROPI                                | Interrogativa                      | 4ST (x)                                                    | Pide Ases o KC: XX=0 Paso=1, 5♣=2, etc. |
| UDCA                                | Marca                              | chica pide alta niega                                      | Alta-baja=Impar Baja-alta=Par |
| Stayman, 2-way                      | Respuesta                          | 1ST: 2♣ NF; 2♦ GF                                          | 2♣ indica debilidad en algún palo |
| Stayman, crawling                   | Respuesta                          | 1ST 2♣ 2♦ 2♥                                               | Para manos 4414 2♥ pide elija el mayor de 3 cartas |
| Stayman, basura                     | Respuesta                          | 1ST 2♣                                                     | Respondedor puede tener 0 puntos y pretende pasar |
| Stayman, full                       | Respuesta                          | 1ST 2♣ 2x 3♣                                               | Pide más aclaración sobre 2♦ 3♣:3♦=5m{3♥=¿cuál?:3P=♦,3ST=♣}sobre 2M 3♣:otro cuarto o 3ST con 4333                                                                                 |
| Puppet Stayman                      | Respuesta                          | 2ST 3♣                                                     | Pide 5º mayor: 3♦=1/2 cuartos {respondedor da el que NO tiene};3M=5c 3ST=nada |
| ST débil                            | Apertura                           | 1ST                                                        | 12-14, 14-16, 13-15 dependiendo del sistema, posición y vulnerabilidad |
| Menores Invertidos                  | Respuesta                          | 1♣/♦ 2/3 ♣/♦                                               | 1m 2m marca 10+, F; 1m 3m=6-9PH |
| Swiss                               | Respuesta                          | 1M 4♣/♦                                                    | Marcan diversas cosas: mal, buen triunfo, pocos, muchos controles |
| Garozzo                             | Sobredeclaración                   | (1ST) 2♣                                                   | 2♣=2M; 2♦=pide aclarar |
| GSF Grand Slam Force                | Interrogativa                      | 5ST en salto                                               | Triunfo acordado explícita o implícitamente, pide HM: 6♣=0HM, 6 en triunfo=1HM, 7 en triunfo=2HM                                                                                  |
| New Minor F NMF                     | Respuesta                          | 1m 1M 1ST 2om                                              | Otro menor pide más descripción |
| Checkback Stayman                   | Respuesta                          | 1T/♦ 1M 1ST 2♣                                             | 2♦=apoyo+4oM(o nada), 2oM=4cartas, 2M=3cartas, 2ST=nada(o ambos) |
| Checkback 2-way                     | Respuesta                          | 1x 1y 1ST 2♣/♦                                             | 2♣ es trf 2♦, manos NF, 2♦ es FG |
| Smith, rev                          | Marca                              | Baja Interés Alta Niega                                    | Al primer descarte, Indica sobre palo de salida. Ambos defensores. |
| Ghestem                             | Sobredeclaración                   | (1x) Cuebid/2ST/3♣                                         | (1x)2ST=+bajos; 3T=+altos; cue=extremos, pero (1♣)2♣=♦+P, 2♦=2M |
| Michaels                            | Sobredeclaración                   | (1x) 2x                                                    | (1m)2m=ambos M;(1M)2M=oM+m (2ST pregunta cual). Se combina con 2ST imposibles. |
| Leaping Michaels                    | Sobredeclaración                   | [1M p](2M) 4m et al                                        | Bicolor 5+oM-5+m |
| Copenhagen                          | Sobredeclaración                   | (1x) 2ST/3♣/3♦                                             | Bicolor 5+,5+, + bajos/ extremos/ + altos |
| Questem                             | Sobredeclaración                   | (1x) Cuebid/2ST/3♣                                         | Bicolor 5+-5+ Extremos/los + bajos/ los + altos |
| Roudi                               | Respuesta                          | 1x 1y 1ST 2♣/2ST                                           | 2♣=Relay (con mano inv. 10+ o fuerte) pide indicar fuerza: min=12-13PH máx=14-15PH y largo en palo respondedor. 2ST=puppet a 3♣, a pasar, o dar mano fuerte con ♣ o invitar a 3ST |
| Albarrán                            | Interrogativa                      | 2♣                                                         | palo=A; 2♦=0A, -8PH; 2ST=8+,0A; 3ST=2A; 4ST=3A. Salto a palo,4♦=Sólido |
| Flannery                            | Apertura                           | 2♦                                                         | 11-15 5+♥-4♠; 2ST=pide aclarar:3♣/♦=3c, 3♥=64, min, 3♠=6♥-4♠, máx, 3ST=4=5=2=2, máx.                                                                                              |
| MiniFlannery                        | Apertura                           | 2♥                                                         | 4/5♥+4♠ 6-9PH |
| Suction                             | Sobredeclaración o Ap. preventivas | (1/2♣ fuertes)/(1/2♣) p (1/2♦ neg)                         | Promete el palo superior o la bicolor subsiguiente. (1/2♣) p (1/2♦) X=♥ o ♠/♣ |
| Limit                               | Respuesta                          | 1x 3x                                                      | 10-12PH y 4+ cartas. 1M 4M=13+PH |
| Re-transfer                         | Respuesta                          | 1 ST 2♦/♥ cue/ST 3♦/♥                                      | Si el abridor no respondió al primer trf, un segundo canto del palo trf insiste                                                                                                   |
| Twerb o Timbuctú                    | Sobredeclaración o Ap. preventivas | (1/2♣ fuertes)/(1/2♣) p (1/2♦ neg)                         | Ofrece palo siguiente o bicolor en los 2 subsiguientes |
| Namyats                             | Respuesta                          | (1/2 ST) 4♦/♥                                              | Transfer a 4♥/♠. En cambio 1ST 2♦/♥ 2♥/♠ 4♥/♠ es invitacional a slam |
| Baron                               | Respuesta                          | 2♣ 2♦ 3ST 4♣ et al                                         | Pregunta palos cuartos en orden ascendente (ambos jugadores) |
| CAB                                 | Interrogativa                      | 4♣(sólido ♥) 4♦ et al                                      | paso1=sin, paso2=K o SF paso3=A o fallo paso4=AK o AQ |
| TAB                                 | Interrogativa                      | 1♣Pre 1M 2M et al                                          | paso1=0H; p2=5º,1H p3=5º,2H p4=6º, 1H p5=6º,2H paso7=5+,3H |
| Cue invisible, Unusual Over U (UOU) | En competencia                     | 1M (2ST) 3x et al                                          | Cue + bajo Apoyo GF; cue + alto:4º palo FG (o viceversa);4º palo, NF;apoyo: NF |
| Woolsey                             | Sobredeclaración                   | (1ST) 2x                                                   | 2♣=M 2♦=1 M 2M=M+m 2ST=ms 3x=palo X=4M5+m |
| Jordan                              | Respuesta                          | 1M (X) 2ST                                                 | 10+ 4+ cartas de apoyo. Equivale a xx con apoyo |
| CRASH                               | Sobredeclaración                   | (1♣fuerte) y (1/2♣fuerte) p (1/2♦) 1/2♦, 1/2♥, 1/2♠, 1/2ST | Bicolor = Color, = Rango, = Forma. Sobre (1/2♣fuerte) 1/2♠= Comic (sin significado, para molestar, generalmente con una monocolor de saque)                                       |
| MUD                                 | Marca                              | xXx                                                        | Salida de Media, luego Alta, marcando 3 cartas |
| DONT                                | Sobredeclaración                   | (1ST) 2x                                                   | X=Monocolor o fuerte, 2x=x+ otro + alto; 2ST=menores |
| Kokish                              | Respuesta                          | 2♣ 2♦ 2♥                                                   | Transfer a 2♠. Luego 2ST=23-24. Sobre 2♦,2ST directos es 20-22 PH |
| Western cuebid                      | En competencia                     | 1x (2y) 3y                                                 | Promete apertura y mano balanceada sin remate claro, generalmente sin ataje. |
| Sobredeclaración romana             | Sobredeclaración                   | (1x) 2/3 ysalto simple                                     | Bicolor palos seguidos 5+5+, 5-6 perdedoras. Un salto en ST= bicolores alternadas [3♣ pregunta cual:3♦=♦+♠;♥=♥+♣]                                                                 |

## Carteo
El juego consta de 13 bazas. Cada baza consta de 4 cartas (una carta jugada por cada uno de los jugadores en una ronda). La carta más alta es el A, seguida por la K, Q, J, 10... hasta el 2.
El protocolo del carteo es muy simple. Sale el jugador a la izquierda del declarante, que es, de los dos miembros de la pareja que se queda con el contrato, el que en la subasta, dio en primer lugar la voz del palo de triunfo, o sin triunfo. En ese momento el compañero del declarante extiende sus cartas boca arriba en la mesa ordenadas por palos con el palo de triunfo a su izquierda y es el declarante quien le va diciendo en cada momento que carta debe jugar. Quien gana una baza sale a la siguiente. La única obligación que hay es la servir al palo de salida, si no se tiene se puede jugar cualquier otra carta, fallando con triunfo o no (no es obligatorio fallar). Si un jugador falló, otro puede sobrefallar si tampoco posee una carta del palo de salida. Pero si lo desea puede decidir descartar otra pinta. Gana la baza quien sirvió la carta más alta del palo de la salida, o bien falló con el triunfo más alto. A la baza siguiente sale siempre el que ganó la baza anterior. Una carta está jugada si un jugador la saca de su mazo y la inclina en un águlo igual o mayor o de 45°, aunque ningún otro jugador la haya visto. Si la carta no es legalmente válida, pues no es su turno o no puede ser jugada en la baza en curso, la carta queda penalizada si corresponde a un defensor. Si el carteador juega equivocadamente de la mano debiendo hacerlo desde el muerto, la jugada es válida si un defensor continúa la jugada, pero es susceptible de ser enmendada si lo reclama cualquiera de ellos. No tiene penalidad.
El no servir de la pinta que se demanda inicialmente constituye un renuncio, es decir, jugar otra pinta cuando se está obligado a servir la pinta con que se ha iniciado una baza, y está penalizado con el castigo de una baza, si la baza del renuncio la ganó el bando adversario, y con la penalidad de dos bazas, si la baza fallida la ganó el bando infractor. El muerto no puede renunciar. Si ello no compensa al bando inocente, el director puede ajustar el resultado. Un renuncio queda establecido cuando el bando infractor ha jugado una carta en la baza siguiente. Si se percatan del error antes que esto ocurra, la carta errada puede ser rectificada sin penalidad de bazas. Sin embargo, la carta equivocada pasa a ser carta expuesta y debe ser jugada (dependiendo si es una carta mayor o no) en la primera oportunidad posible. además el bando inocente puede ser compensado si el error les produjo un daño como consecuencia de esa acción.
El carteador ha subastado un contrato dado. Sale el adversario de la izquierda (carta tapada). Se voltea la carta de salida una vez confirmado que no hay preguntas del remate y la salida es correcta. Entonces se tiende el muerto.
En estos momentos el carteador debe: 

1. Repasar mentalmente el remate completo, incluyendo los pasos. Sacar las conclusiones posibles de la distribución adversaria.

2. Luego debe analizar la carta de salida, que, como habitualmente cumple con patrones preestablecidos, asimismo permite sacar conclusiones absolutas o probabilísticas, ya sean estas positivas o negativas. Por ejemplo, si el salidor lo hizo de una Q, no debe tener ningún AK, que es la mejor salida que se puede hacer jugando a palo (conclusión negativa). Asimismo, si la salida es de un palo largo, este tendrá el J y tal vez, además el 10 o 9 (conclusión negativa).
Eso significa que un AK faltante está en la mano del otro adversario, o están ambos honores repartidos.

3. Debe contar los puntos de ambas manos y restarlos de 40 para determinar los puntos que hay en las manos adversarias. Después distribuir los puntos faltantes conforme al remate previo. Si faltan 14 puntos y un adversario dobló, prometiendo apertura, asignar 12 y 2 sería lo razonable. De ahí se colige que uno debe tener todos los ases y reyes faltantes y el otro ninguno. Es decir, si falta AAKK, los puntos están 14-0
 
4. El análisis del muerto y la mano le permitirán calcular cuantas bazas perdidas tiene y si debe efectuar alguna maniobra para reducir el número a la cantidad necesaria para cumplir lo prometido. Si está en 4 ♥ ha prometido 10 bazas y, por ende, puede conceder hasta 3 bazas. Si visualiza 4 bazas perdidas deberá buscar forma de cubrir una de las perdedoras. 
5. Entonces hace su plan de carteo, con las presunciones necesarias mínimas para poder ganar y procede a cartear la mano. Durante el carteo va adquiriendo información relevante que le permite confirmar su planteamiento o que le hará rectificarlo. Si el contrato está inicialmente cumplido, el carteador puede efectuar jugadas de seguridad para evitar sorpresas, lo que le permitirá habitualmente(pero no necesariamente) conceder una baza, pero asegurar el contrato. Por esta razón, y dependiendo de las probabilidades, un carteo puede ser diferente si se realiza en un torneo de equipos, donde lo más importante es cumplir lo prometido, o en un torneo duplicado, donde lo que importa es hacer más bazas que los demás que están jugando el mismo contrato (o uno equivalente).
Las bazas pueden ganarse:

1. Por cartas altas: La carta más alta gana la baza. Si se juega a triunfo, un triunfo permite ganar a cualquier carta de otro palo.
|      | ♥Q5 |     |
| ♥J10 |     | ♥K4 |
|      | ♥A6 |     |

Aquí si Sur tiene el turno, puede jugar el ♥A y las otras manos jugarán el ♥10, el ♥5 y el ♥4, respectivamente.
En la próxima jugada del palo el ♥K cobrará la baza, por fuerza.

2. Por promoción: Si se tienen cartas intermedias, digamos ♥Q, ♥J, ♥10, la jugada de la ♥Q sacará el ♥K adversario. En otra baza posterior la jugada del ♥J extraerá el ♥A (si no han caído en una misma baza, como podría ocurrir si tenemos 11 cartas del palo) 
|      | ♥Q5 |     |
| ♥J10 |     | ♥K4 |
|      | ♥A6 |     |

En este caso si Oeste ataca con el ♥J y la baza viene ♥J- ♥Q - ♥K - ♥A, la ganará el ♥A. A la vuelta siguiente, ataque quién ataque el palo la baza la ganará el ♥10, que se ha promovido a carta mayor del palo.
En cambio si Norte no pone la ♥Q, tampoco Este pondrá el ♥K (ya no es necesario, pues el ♥J va mandando) y luego de ganar con el ♥A, la carta que se ha promovido es el ♥K, el que deberá ganar la próxima baza.
|     | ♦A5 |     |
| ♦KJ |     | ♦43 |
|     | ♦Q6 |     |

 
Aquí Sur ataca de ♦Q. Oeste debe cubrir ("honor sobre honor"). El carteador gastará dos cartas altas por una de la defensa, promoviendo el ♦J de inmediato.

3. Por finesse, impasse u horqueteo u horquilleo. Si se juega hacia los honores, y el honor adversario está antes el carteador podrá tomar la decisión de modo de ganar siempre. Por ejemplo, Oeste tiene ♥Kx y el muerto ♥AQ. Al jugar de la mano, Oeste puede poner la chica y el declarante pasa la ♥Q. Pero si pone el ♥K, el carteador pone el ♥A y luego jugará la ♥Q. Siempre ganará dos bazas. En cambio si el ♦K está detrás de la ♦Q, el carteador ganará una sola baza.
|       | ♥AQ5 |      |          |      | ♦AQ5 |       |           |      | ♥AQJ |       |
| ♥J109 |      | ♥K43 | ........ | ♦K43 |      | ♦J109 | ......... | ♥K43 |      | ♥1095 |
|       | ♥876 |      |          |      | ♦876 |       |           |      | ♥876 |       |

Sur inicia la jugada y pretende ganar 2 bazas en el palo. Oeste juega el ♥9 y pone la ♥Q del muerto. Este cobra el ♥K y el carteador solo puede ganar la baza del ♥A.
Pero si, en cambio, la situación es como en la mano del centro, al pasar la ♦Q es el carteador el que gana la primera baza, y, por supuesto, luego también el ♦As. 
En la situación de la derecha la finesse se puede ejecutar 2 veces, considerando que el carteador tiene como retornar a su mano después de ganar el ♦J. En tal caso el carteador ganará 3 bazas en el palo.
Existen situaciones de mayor complejidad, como la intrafinesse:
|      | ♥A52 |       |           |      | ♥AJ5  |       |           |      | ♦A95  |       |
| ♥K87 |      | ♥1064 | ......... | ♥K10 |       | ♥Q832 | ......... | ♦108 |       | ♦QJ43 |
|      | ♥QJ9 |       |           |      | ♥9764 |       |           |      | ♦K762 |       |

En la posición de la izquierda Sur ataca de ♥Q. Oeste puede cubrir y el ♥As gana la baza. Ahora el carteador puede impassear el ♥10 de Este jugando desde el muerto, haciendo 3 bazas. La defensa puede evitarlo si cubre el último honor, el ♥J. Ahora la mano no tendrá una carta superior al ♥10 para superarlo.

En el caso de la central el carteador sale de chica de su mano. Oeste pasa el ♥10 para el ♥J y la ♥Q. Luego gana la vuelta, cualquier otro palo que sea, y juega el ♥A, que envuelve el ♥K de Oeste y deja en posición de impasse al ♥8 de Este. En la posición de la derecha sur ataca con el ♦2, ♦8, ♦9 y ♦J. Ahora, al retomar la mano, juega el ♦A, envolviendo el ♦10, y en la tercera vuelta la ♦Q4 queda impasseada por el ♦K7.

4. Por expasse o jugada al paso: el muerto tiene el ♥K y el adversario tiene el ♥A. Se juega hacia el muerto. Si Oeste posee el ♥A y lo pone, el ♥K se ganará en una baza futura. si no lo pone, la baza se gana de inmediato. Ahora, si el ♥A lo posee Este, como en el caso del centro, el carteador no hace ninguna baza en el palo si no tiene intermedias que se promuevan.
|       | ♥K52 |      |           |      | ♦K52 |       |           |      | ♥K53  |      |
| ♥AJ10 |      | ♥943 | ......... | ♦943 |      | ♦AJ10 | ......... | ♥764 |       | ♥AQ9 |
|       | ♥876 |      |           |      | ♦876 |       |           |      | ♥J108 |      |

En el caso de la derecha el carteador perderá el ♥K pero sin embargo podrá ganar una baza a la tercera vuelta (si no hay fallos), una vez que el ♥J haga saltar la ♥Q.

5. Por encierro o puesta en mano. Eliminado palos, puede encerrarse a algún jugador, quien debe atacar con un palo congelado (el que lo abre pierde una baza, o arriesga hacerlo). También, jugando a palo puede ocurrir que solo pueda retornar regalando una baza en un palo o, de lo contrario, de "fallo y descarte" es decir que el carteador no tiene cartas de es palo en ninguna de sus manos y, por lo tanto, puede descartar en un lado una perdedora y fallar en el otro.
|      | ♥AQ   |       |
|      | ♣1095 |       |
| ♥32  |       | ♥K10  |
| ♣876 |       | ♣QJ10 |
|      | ♥87   |       |
|      | ♣AK2  |       |

Sur juega ♣A, ♣K y ♣2 de Trébol. Este debe ganar la tercera vuelta, quedando encerrado. Debe obligatoriamente devolver Corazón y el carteador gana ambas bazas en ese palo. Las dos bazas de Este se ven reducidas a una sola.

6. Por apriete o "squeeze". Cuando un jugador controla más de un palo, puede verse en problemas cuando el carteador tiene amenazas en dos manos, pues el defensor no tiene espacio para sujetar todo y se ve compelido a ceder un palo. Cuando un defensor debe cuidar dos palos y se ve apretado, hablamos de un apriete o squeeze simple. Cuando hablamos de una presión insostenible en 3 palos se trata de un squeeze triple ejercido sobre un defensor. Cuando el apriete es tal que un defensor debe cuidar dos palos, y el otro debe cuidar otros dos cualesquiera, pero uno es común a ambos, hablamos de un squeeze doble. Cuando se genera un squeeze triple sobre un oponente, y a continuación se genera un squeeze doble sobre ambos, hablamos de un apriete o squeeze múltiple.
|       | ♥AKQ2 |        |
|       | ♦1095 |        |
|       | ♣43   |        |
| ♥32   |       | ♥J1098 |
| ♦876  |       | ♦J1098 |
| ♣4567 |       | ♣2     |
|       | ♥3    |        |
|       | ♦AKQ  |        |
|       | ♣AKQ2 |        |

7. Por golpes o jugadas especiales. Por ejemplo el carteador tiene ♦AJx en su mano. El adversario sale con el ♦K. El carteador afloja. Ahora si el defensor repite el palo habrá regalado una baza al declarante. 

|       | ♦1095 |      |           |      | ♥K103 |       |
| ♦KQ73 |       | ♦824 | ......... | ♥Q76 |       | ♥J854 |
|       | ♦AJ6  |      |           |      | ♥A92  |       |

En el caso de la derecha, el carteador ha eliminado todos los palos laterales y la defensa ha sido puesta en mano. Ahora el palo está congelado, es decir, el bando que lo mueve regala una baza. Sea Este el salidor, de una chica. Sur achica y Oeste pone la ♥Q, para el K del muerto. Ahora el ♥J está en finesse y la defensa no hace ninguna baza. Si Este, en cambio, ataca con el ♥J (la mejor) Sur toma de ♥A y hace la finesse o impasse a Oeste. La jugada es superior, pues podría ser deceptiva con ♥QJ8 y ahora, si el carteador tiene un mayor grado de incertidumbre, y si juega como se menciona, perderá contra la ♥Q de Este.

8. Por fallo. El carteador puede intentar fallar perdedoras en el muerto, y/o viceversa con el objeto de reducir perdedoras. Generalmente este proceso genera bazas adicionales cuando se falla en el lado corto. Cuando se realiza en el lado largo, puede darse que se hacen tantos fallos que, permitidas las posibilidades, el muerto se convierte en el triunfo largo y después de los fallos se procede a destriunfar a los adversarios, en un proceso llamado inversión del muerto. Si este proceso se hace repetida y correlativamente entre el muerto y el declarante, hablamos de un fallo cruzado.

|       | ♥KQ432 |        |
|       | ♦6543  |        |
|       | ♣ -    |        |
| ♥J10  |        | ♥6     |
| ♦KQ7  |        | ♦J1098 |
| ♣7654 |        | ♣J1032 |
|       | ♥A9875 |        |
|       | ♦ -    |        |
|       | ♣9876  |        |

Aquí el carteador podría destriunfar dos vueltas y fallar en la mano y el muerto. Pero quedaría con 2 cartas de ♦ perdedoras. Mejor es intentar fallar todos los Diamantes en Sur y todos los Tréboles en Norte.

## Voces convencionales
Se denominan cantos o voces convencionales a todos los remates que no tienen un significado natural y a los cuales la pareja ha acordado darle un significado artificial. En general, todos estos cantos deben ser alertados mediante la tarjeta de Alerta. Se exceptúan de esta formalidad el canto de 2 Tréboles sobre la apertura de 1ST cuando implica tener un palo mayor, y los cantos de 4ST y la respuesta a la pregunta, ya que a veces los declarantes aprovechan información no autorizada cuando se dan explicaciones del significado. Tampoco se alerta el doblo negativo si tiene su significado habitual. Estos casos van variando con el tiempo y las regulaciones pues lo que es estándar en un momento y lugar deja de serlo con el tiempo y los tipos de torneos. Por ejemplo, la apertura de 2 a un mayor antiguamente era fuerte, forcing a manga y hoy es natural que sea débil con palo sexto. Pero hay variantes, como la convención Muiderberg, que marca una bicolor con el palo declarado. O, puede ser que la pareja abra en cuarta, donde el sentido de prevención ya no existe y el acuerdo deja de ser válido, y, por ende, alertable.

## Stop
Cada vez que un jugador realice una apertura a nivel de dos o superior, haga una preventiva o un canto en salto deberá mostrar previamente la tarjeta de "STOP" a los adversarios. A continuación ejecutará su canto preventivo o en salto. El adversario de su derecha deberá pausar 10 segundos y rematar lo que en el intertanto haya decidido, independiente de si tiene juego o no. Esto en razón de impedir que anule el efecto de la preventiva, pasando rápido cuando está pobre y tomándose un tiempo para luego pasar con una mano que tiene fuerza pero que podría ser peligroso competir. De este modo se evita que el partner del defensor tenga información (no autorizada) del nivel de fuerza como consecuencia de la pensada.

## Alerta
Esta tarjeta debe mostrarse con firmeza y con la seguridad que el adversario la haya notado, cada vez que el compañero del que avisa haya hecho un canto artificial o que tenga información positiva o negativa que los adversarios puedan desconocer. No se debe explicar el significado del canto hasta que los oponentes lo soliciten. El adversario que esté interesado debe esperar su propio turno de rematar para realizar las consultas.
Las consultas pueden hacer sobre la última declaración de cualquier adversario, o de toda la declaración completa hasta el momento.
Las preguntas no deben insinuar posibilidad o alternativa alguna por parte del que cuestiona.

Tarjeta de aviso de declaración con significado especial.
Tarjeta de aviso de pausa obligada de 10 segundos por apertura de 2 o mayor, preventiva o salto.
Tarjeta de llamada al Director (si la pudiera ver).

## Director
Cada vez que se produzca alguna irregularidad durante la subasta o el carteo, los jugadores deberán llamar al director de torneo, quien dará las instrucciones de acuerdo al reglamento. Los jugadores no deben fallar por sí mismos, aunque dominen el reglamento a cabalidad.

## Misceláneo
Conocidos jugadores de Bridge han sido Harold Vanderbilt, Groucho Marx, Dwight D. Eisenhower, Agatha Christie, Somerset Maugham, Martina Navratilova, Omar Sharif, Deng Xiaoping, Bill Gates, Warren Buffett, Mauricio Macri.

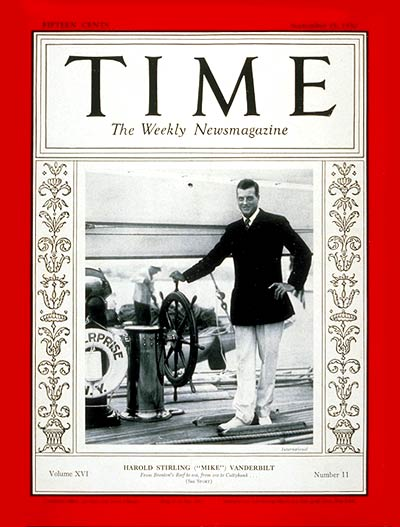
Harold Vanderbilt. Empresario ferrocarrilero y del té. 6 veces campeón de la Copa del Rey de regatas. Creador del sistema de puntajes que convirtió el contract bridge en preferido al Auction Bridge. En 1928 donó la Copa Vanderbilt, trofeo muy importante en EE. UU. hasta el día de hoy, que ganó él mismo 2 veces.
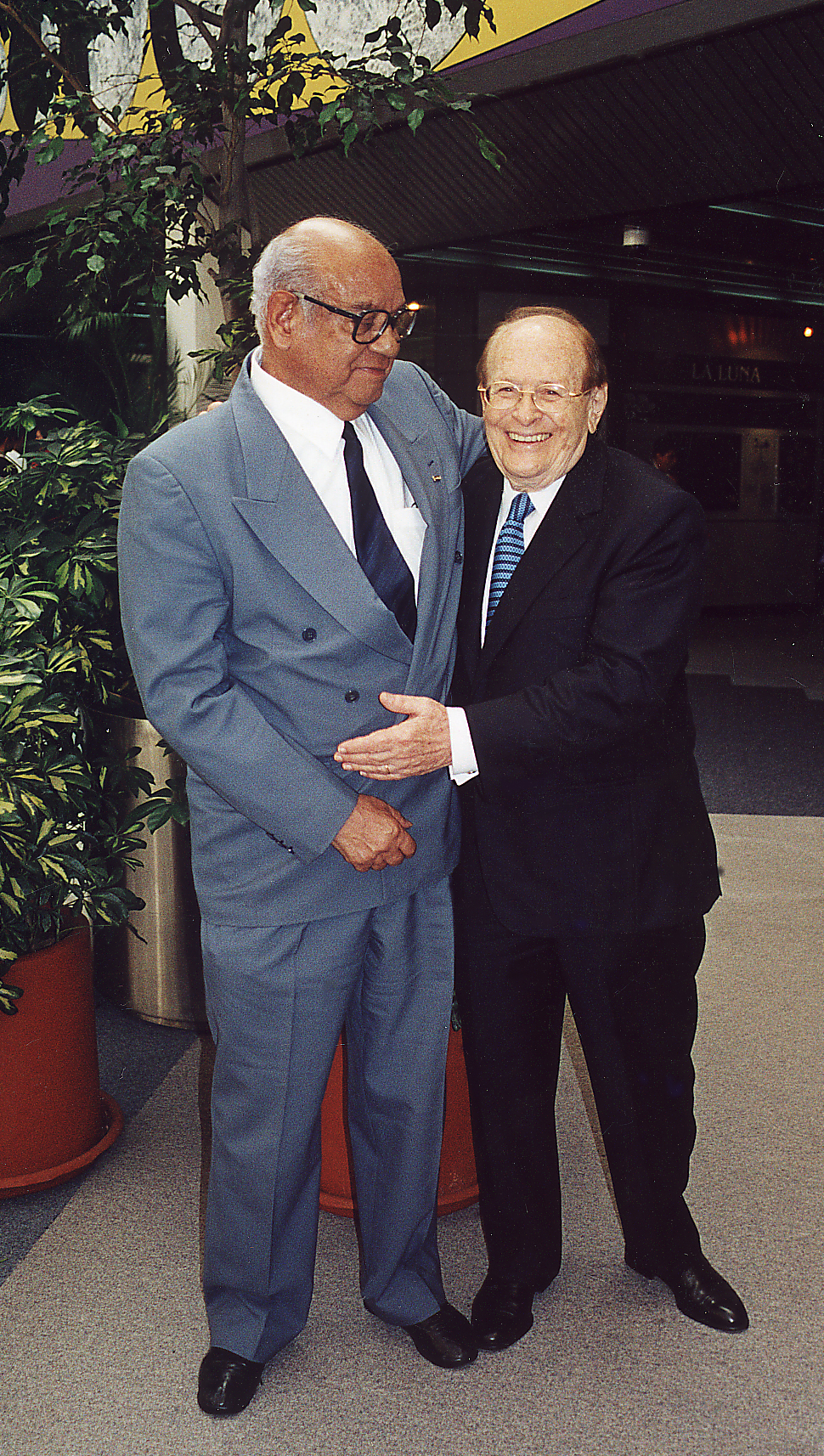
George Rosenkranz. En la Universidad Autónoma de México, 2001. George Rosenkranz (nacido György Rosenkranz, en 1916, en Budapest) era un científico mexicano en investigaciones sobre esteroides. Estudió en Suiza y vivió en México durante 66 años. Fundó Syntex Corporation, y dirigió los grupos de investigación que sintetizaron una progestina usada en la una de las primeras píldoras anticonceptivas orales.
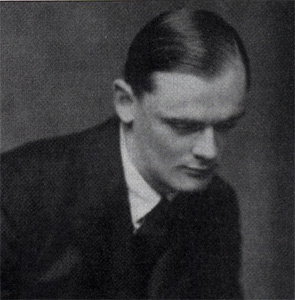
Terence Reese. Considerado el mejor escritor de bridge de todos los tiempos( Reese on play, Play these hands with me, Develop your bidding judgementy Master Bridge) y el mejor jugador del mundo a comienzos de los años 50.
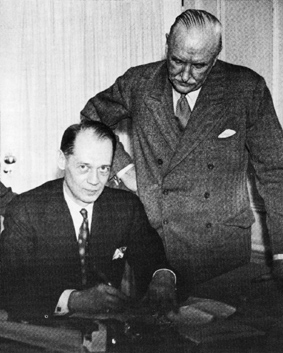
Ely Culbertson. Americano, nacido en Rumanía. Líder del bridge mundial en los años 30. Autor del "Blue Book" (1930), "Red Book" (1934) y "Gold Book" (1936), que tuvieron una venta insuperada hasta el día de hoy. Hablaba fluidamente 7 idiomas y además leía en otros 7. Definió los fundamentos para la formación de las Naciones Unidas, política de limitación de armas y otros. Su academia tenía 6000 profesores de bridge.
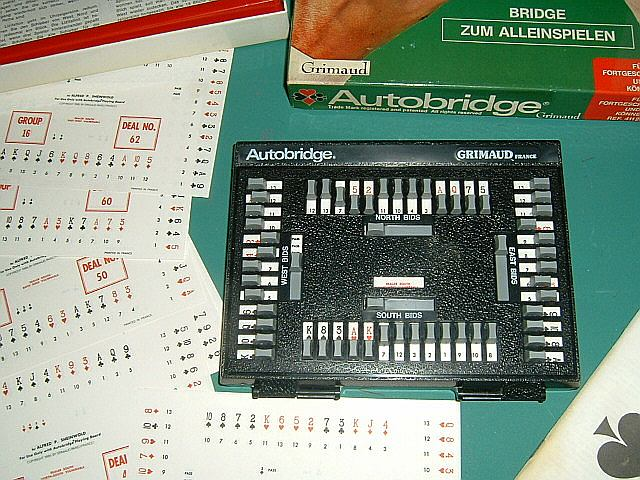
Autobridge. El mejor medio de aprender a cartear solo. Muy utilizado antes de los medios electrónicos. Las manos en papel se introducen bajo el teclado que el jugador debe ir corriendo una a una. Si aparece el número de la baza en juego, la jugada es correcta.
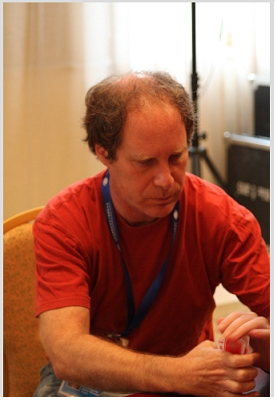
Fred Gitelman. Fundador de BBO, Bridge Base Online, en 2001. Primer sitio con comentaristas con voz y texto simultáneo en 2011.

La Federación Mundial de Bridge tiene dividido el mundo en 8 zonas, para los efectos de las clasificaciones a los campeonatos mundiales. La cantidad de países de cada zona es variable pues en general se acomodan a la geografía política, con algunos ajustes por problemas políticos entre algunos países vecinos. El grupo de mayor jerarquía es el de Europa, con 47 países, incluido Israel. 
A continuación se despliega el número de afiliados totales a las organizaciones nacionales registradas ante la WBF durante el año 2006.